# Презрението
 Тази статия е за романа на Алберто Моравия.  За филма на Жан-Люк Годар вижте Презрението (филм).  
„Презрението“ (на италиански: Il disprezzo) е роман на италианския писател Алберто Моравия, издаден през 1954 година.
В центъра на сюжета е млад писател, който се отнася с отвращение към работата си на сценарист на комерсиални филми и прави неуспешни опити да си обясни отчуждението на съпругата си.
Романът става основа на едноименния филм на Жан-Люк Годар от 1963 година.
„Презрението“ е издаден на български през 1964 година в превод на Виолета Даскалова (под името „Презрение“ в първото издание).